# 羽川英樹
羽川 英樹（はがわ ひでき、1953年5月24日 - ）は、日本のタレント、司会者、ラジオパーソナリティ、ニュースキャスター、フリーアナウンサー。おじさんフォークデュオ「ザ・ぼん」で音楽活動もしている。
元山陽放送・読売テレビアナウンサー。京都府京都市生まれ、宇治市育ち。豊中市在住。既婚、1男1女。170 cm。87 kg。ウエスト100cm。股下72cm。靴サイズ26.5 cm。血液型はA型。阪神ファン。

## 来歴・人物
大丸京都店勤務の両親のもと、京都市で生まれる。湯川秀樹にあやかり、「ひでき」と名付けられる。弟がいる。左京区前萩町を経て、伏見区墨染、宇治市で育つ。宇治市立宇治小学校、同志社香里中学校・高等学校、同志社大学文学部（心理学専攻）卒業。
小学校4年で伏見から宇治市六地蔵に引越し、京都新聞を読み始める。中学受験を経験し、エスカレーター式で大学まで行く。高校2年の時、初デート。中学・高校とオルフォイス・グリークラブ(男声合唱団)、大学では混声合唱団に所属しバリトンと指揮を担当。大学時代は冨美家（うどん屋）、高島屋、大丸でアルバイト。2外はドイツ語。卒論のテーマは「京都のデパート、大阪のデパートの比較と今後」
河原町二条の中央放送研究会で上田彰と山口進の教えを受け、1976年4月に山陽放送にアナウンサーとして入社。1977年に故郷の読売テレビに移籍。
1980年5月4日、読売テレビ出向アナウンサーで朝日放送ラジオ「ABCヤングリクエスト」、FM大阪「あなたと夜と音楽と」などで活動した放送タレントで現マナー講師の2か月ほど下の女性と結婚。岡崎の聖マリア教会で挙式、京都国際ホテルで結婚披露宴を行う。新婚旅行はアメリカ西海岸。仲人は当時のアナウンス部長・下山英三。長男は医師。孫3人（長男の子）
読売テレビのアナウンサーとして、「11PM」「2時のワイドショー」「24時間テレビ」などの全国ネット番組に出演した経歴を持つ。
1993年、「読売テレビの番組は全て制覇した、管理職にはなりたくない。ラジオもやってみたい」との思いから同局を退社し、関西初のフリーアナウンサーとなり東京進出。ニッポン放送「羽川英樹のトップスターベスト100」(1993年 - 1994年)でパーソナリティを務める。
1995年、東京の事務所が倒産して大阪に帰り、昭和プロダクションに移籍。
ラジオ番組でパーソナリティーを務めるほか、朝日放送「ワイドABCDE〜す」や古巣の読売テレビ「遠くへ行きたい」等での温泉とグルメリポート等において幅広く活躍していた。
またイベント司会者・プランナーとして企業のイベントやホテルディナーショーなども担当。約10年間所属した昭和プロダクションから独立、2004年4月より自身が設立したプロダクション「ビッグフェイス」代表取締役。
2000年4月より名古屋に1年間単身赴任し、名古屋テレビ（テレビ朝日系）で夕方2時間のニュース番組「ニュースTRYあんぐる」のキャスターも務めた。
趣味として、露天風呂やB級グルメめぐり、日活ロマンポルノ、また「鉄ちゃん」を公言するほどの大の鉄道ファンであり、自身を「レールウェイサポーター」と呼んでいる。中川家の中川礼二や同じフリーアナウンサーである小山田春樹らとともに、特に京阪電気鉄道を愛する。直通特急を運行する阪神電気鉄道・山陽電気鉄道沿線フリーペーパー「SEA SIDE EXPRESS」（2009年）より近鉄沿線にも広げて「SEA SIDE EXPRESS EAST WEST」に改題。2011年に休刊）にもコラムを執筆。乗り鉄、ダイヤ鉄。格安航空を愛用。
自転車（クロスバイク）も趣味としていて、愛車は白色の12段変速アメリカトレック「英輪（ひでりん）」を経てジャイアント。
クリスチャンを経て浄土真宗。学生時代に、ふとしたことから（目を付けていた女性と付き合うために）聖公会がルーツのキリスト教会に日曜日に行くことになって、牧師から、洗礼を受けてみないか、と言われ、家は浄土真宗ではあったが、高校生の時に洗礼を受ける。クリスチャンネーム（洗礼名）はヨハネ。ヨハネ羽川。一番多いポピュラーな名前を選んだ。
2010年、右耳が突発性難聴になり、すぐに治療しなかったため右耳の聴力を失う。
2016年、宇治市観光大使に就任。観光大使の中では最年長となっている。

## 現在の出演番組

### テレビ
- 羽川英樹のぷらっと近江ひとり旅（毎月8・22日更新 一日6回放送 15分番組、ZTV）
- 日曜さわやかトーク（第3日曜 8:30 - 9:00、サンテレビ）アシスタントは武谷真名（たけや まな）

### ラジオ
ラジオ関西
- 羽川英樹の出発進行！ (水曜 12:30 - 12:55、2024年4月3日-)

KBS京都ラジオ
- 羽川英樹の土曜は旅気分（土曜 8:30 - 11:55、2015年4月4日 - ）アシスタントはさわともか→中山奈奈恵、西上真帆

## 過去の出演番組

### テレビ
読売テレビ
レギュラー番組
| 期間          | 期間          | 番組名            | 役職 |
| ------------- | ------------- | ----------------- | --- |
| 1981年4月     | 1988年3月31日 | 11PM              | 火・木曜日同局制作パートでのリポーター ※7年担当、ノーパン喫茶、愛人バンク(夕暮れ族)、夫婦交換パーティーなどをリポート。露天風呂シリーズでは、1年に2回全裸のうさぎちゃんと風呂に入るのが楽しみだった。濡れたTシャツシリーズでは、ニューカレドニアやタヒチにロケ行ってモデルの女の子にトップレスにTシャツを着させて海に入らせ、Tシャツが濡れてだんだん胸が見えてくる様子を実況。海外ロケも多く、アメリカはニューヨーク、ロサンゼルスを始めとしてヨーロッパはイタリア、ウイーンそれから香港、マカオにも行った。1番印象深い番組と語っている。 |
| 1981年4月6日  | 1986年3月31日 | ザ・トップテン    | 同局中継リポーター |
| 1986年4月7日  | 1990年3月26日 | 歌のトップテン    | 同局中継リポーター |
| 1989年6月18日 | 1992年10月2日 | 2時のワイドショー | 司会 |

単発・特別番組
- アメリカ横断ウルトラクイズ 「ウルトラクイズ 史上最大の敗者復活戦」 関西地区予選レポーター（1982年。ただしオンエアでは羽川のリポート部分は放送されず）
- 全国高等学校クイズ選手権 第1回・第3回近畿地区予選司会、第2回・第4回 - 第8回近畿地区予選レポーター
- 鳥人間コンテスト選手権大会 レポーター
- 週刊トラトラタイガース 初代キャスター

びわ湖放送
- 新呼吸!ぶるるるぶ びわこ（2002年 - 2004年、火曜・金曜 17：25 - 18：55　キャスター）アシスタントは小田美保代。月水木曜のキャスターは滝トール。
- 羽川英樹のぐるっとびわ湖環状線（2004年 - 2008年3月、月 - 金 18：50 - 18：55）滋賀県の全ての駅を取材
- びびっとビーム（2007年4月2日 - 2008年3月24日、月曜 17:15 - 18:45　メインMC）
- キラりん滋賀545（月曜 火曜 17:45 - 18:50、2009年10月5日 - 2010年3月23日）塩崎綾 ニュース:南あずさ
- 高校野球滋賀大会実況（2002年 - 2006年）

その他
報道・情報番組
| 期間         | 期間          | 番組名                                                    | 役職 |
| ------------ | ------------- | --------------------------------------------------------- | --- |
| 1993年4月5日 | 1995年3月30日 | ザ・ワイド（日本テレビ・読売テレビ）                      | 月～木曜日読売テレビゾーン側での司会                                                                         |
| 1995年4月    | 2000年3月     | ワイドABCDE〜す（朝日放送）                               | 近畿地方各温泉でのレポーター ※女性と温泉に入る温泉レポーター、ほとんど熟女だったが女子大生と入ることもあった |
| 2000年4月    | 2000年12月    | TRYあんぐる（名古屋テレビ（メ～テレ））                   | メインキャスター兼コメンテーター                                                                             |
| 2000年代後半 | 時期不明      | KANSAIニュースWIDE（K-CATチャンネル・eo光チャンネル）     | メインキャスター                                                                                             |
| 2006年4月    | 2009年3月     | 京都!ちゃちゃちゃっ（KBS京都・関西テレビ☆京都チャンネル） | 金曜日メインパーソナリティ                                                                                   |
| 2009年10月   | 2010年3月     | キラりん滋賀（びわ湖放送）                                | 月・火曜日レギュラーキャスター                                                                               |
| 2010年4月    | 2020年3月     | キラりん滋賀+Friday（びわ湖放送）                         | レギュラーキャスター                                                                                         |
| 2010年10月   | 2013年12月    | 情報レストラン（びわ湖放送）                              | オーナー（司会）                                                                                             |

その他
- HYPERねぎりチャンピオン（びわ湖放送、KBS京都同時生放送）共演中田尚希（なおかあちゃん）
- 羽川英樹の京都鉄ちゃん倶楽部（関西テレビ☆京都チャンネル・テレビ神奈川）
- 住之江ボート中継（サンテレビ、月1回15:00-16:55）
- 快適生活テレビショッピング（年末にUHF各局で放送）2013年で降板。後任は山田雅人
- 駅旅 〜駅からはじまる物語〜（2018年9月 - 11月、鉄道チャンネル）ナレーション

### ラジオ
山陽放送
- コロンビア・ヒット・パレード -岡山・山陽放送に入り最初についた番組

ABCラジオ
- ポップ対歌謡曲（1994年 - 1996年、木曜　13:30 - 14:00）
- 翔田ひかりと羽川英樹の民謡COSMOS
- 羽川英樹の金曜ハナ9ジラ（1997年　金曜　9:00 - 11：00）
- 羽川英樹のHONKY TALK（1996年 - 1999年、月曜 - 金曜 12:00-14:00）キダ・タロー、河上ひろみ、宇野ひろみ、ラジオカーレポーター:妹尾和夫
- 羽川英樹のLLらんど!（1999年4月3日 - 2002年10月5日、土曜8:00-12:00(のちに11:30)）

ラジオ関西
- 羽川英樹の60's ガレージ
- 羽川英樹の70's ガレージ
- 大人ラジオ・羽川英樹（1999年 - 2000年、火曜　22:00 - 24：00）
- あしたは日曜…ラジオ関西クラシックス（2004年10月 - 2005年3月、土曜　18：00 - 20：00）
- 羽川英樹のぶらっとサンデー（　- 2005年9月、日曜 11:00 - 13:00）
- 羽川英樹 のんびりサタデー（2005年10月1日 - 2008年3月29日、土曜 8:00 - 10:00）
- 羽川英樹の快速急行・神戸発!!（2008年4月5日 - 2010年3月27日、土曜 8:00 - 9:50）
- 羽川英樹の鉄カフェ（2011年7月11日 - 2012年3月26日、月曜 20:30 - 21:00、全38回）月1回は生放送
  - 店長は乗り鉄・羽川英樹／ハーさん。アテンドは大西結（ゆい）／ゆいぼう。
- 羽川英樹の情報アサイチ!（2010年4月2日 - 2013年3月29日、金曜 5:50 - 9:00）アシスタント:木谷美帆
- 羽川英樹ハッスル！（水曜 木曜 9:00 - 11:45、12:36 - 15:00、2013年4月3日 -2024年3月28日 ）アシスタントは大森くみこ

KBS京都ラジオ
- 堀内・羽川のGENKI倶楽部（2005年10月6日 - 2006年3月、木曜　18:00 - 19:00）
- 羽川英樹の京・奈良・近江☆みつけ旅（2005年10月6日 - 2015年3月）アシスタントは藤原宏美（松竹芸能）
  - ナイター期4月 - 9月 火曜19:30 - 21:00、ナイターオフ期10月 - 3月 水曜19:30 - 21:00
- 羽川英樹の悠遊らじお（ナイターオフ期10月 - 3月 水曜18:00 - 19:00、2008年10月2日 - 2015年3月）

e-radio
- Nuts Melon Show!（2005年10月3日 - 2008年9月30日、月曜・火曜 14:00 - 15:55）この時期大津にも事務所を構える
- らぢ・ラジ（2008年10月3日 - 2010年3月26日、金曜 15：00 - 17：00）大津パルコのサテスタから発信。第一部の15 - 17時を担当。第二部は仙石幸一が17 - 19時を担当

FM千里
- 羽川英樹のごきげん千里837（2011年10月3日 - 2013年3月25日、月曜 10:00 - 13:00）アシスタント:中村佐織（MC企画）

FM845（京都シティエフエム）
- たっぷり羽川丼・おそびる（2001年 - 2005年3月30日、木曜　13：00 - 15：00）アシスタント・石川和美

ニッポン放送
- 羽川英樹のトップスターベスト100（1993年10月 - 1994年3月、月曜 - 金曜 19:00 - 21:00）

## CM
- オリックス生命保険（2025年2月 - ）[3]

## 著書
- 鉄ちゃんアナウンサー羽川英樹の「鉄漫」関西ぶらり列車旅 2009年4月16日発売 扶桑社
- 鉄道でめぐる ゆるり京都ひとり旅 2015年9月8日発売 PHP研究所